# Dumbrava (okręg Hunedoara)
Dumbrava – wieś w Rumunii, w okręgu Hunedoara, w gminie Pestișu Mic. W 2011 roku liczyła 33 mieszkańców.